# Szarvasformák
A szarvasformák (Cervinae) az emlősök (Mammalia) osztályának párosujjú patások (Artiodactyla) rendjébe, ezen belül a szarvasfélék (Cervidae) családjába tartozó alcsalád.

## Rendszerezés
Az alábbi lista a következő kutatók munkáin alapul: Randi, Mucci, Claro-Hergueta, Bonnet és Douzery (2001); Pitraa, Fickela, Meijaard, Groves (2004); Ludt, Schroeder, Rottmann és Kuehn (2004); Hernandez-Fernandez és Vrba (2005); Groves (2006); Ruiz-Garcia, M., Randi, E., Martinez-Aguero, M. és Alvarez D. (2007); Duarte, J.M.B., Gonzalez, S. és Maldonado, J.E. (2008); Groves és Grubb (2011). Eddig ez a legmodernebb rendszerezése a szarvasfélék eme ágának, de ez nem azt jelenti, hogy végleges is, mivel még vannak bizonytalan rendszertani besorolású fajok, illetve alfajok. A biológusok még abban sem értenek egyet, hogy valójában melyik szarvasfaj melyikkel rokon, vagy, hogy valójában hány szarvasfaj létezik-e.
Az alcsaládba az alábbi 2 nemzetség és 9-10 élő nem tartozik:
- Muntiacini[* 2][2][3]
  - Elaphodus H. Milne-Edwards, 1872 – 1 faj
  - muntyákszarvas (Muntiacus) Rafinesque, 1815 – 12 élő faj és 3 fosszilis faj

- Cervini
  - dámszarvasok (Dama) Frisch, 1775 - 2 élő faj és 2 fosszilis faj
  - Axis C. H. Smith, 1827 – 1 élő faj és 2 fosszilis faj
  - mocsári szarvasok (Rucervus) Hodgson, 1838 - az újabb rendszerezés szerint 1 élő faj és 1 kihalt faj; a líraszarvas (Panolia eldii vagy Rucervus eldii) még vitatott
  - Panolia[4] - 1 élő faj
  - Elaphurus H. Milne-Edwards, 1872 - 1 élő faj és 4 fosszilis faj
  - disznószarvasok (Hyelaphus)[4][5] - 4 élő faj
  - számbárszarvasok (Rusa) C. H. Smith, 1827 - 4 élő faj
  - Cervus Linnaeus, 1758 – 4 elfogadott élő faj; az élő fajok mellett még 4 fosszilis faj is van

Az alcsalád fosszilis nemei a fosszilis szarvasfélék című szócikkben láthatók.